# Solanum lycopersicoides
Solanum lycopersicoides är en potatisväxtart som beskrevs av Michel Félix Dunal. Solanum lycopersicoides ingår i släktet skattor som ingår i familjen potatisväxter. Inga underarter finns listade i Catalogue of Life.